# Protoekspresjonizm
Protoekspresjonizm - nurt artystyczny, który był reakcją na kryzys duchowy XX wieku, próba odnowienia mistycyzmu i powrót do tego, co prymitywne i pierwotne. Odrzucał naturalizm i realizm, a stawiał na emocje artysty, który miał prawo uznawać nadrzędność prawdy w stosunku do estetyki i wynikające stąd operowanie brzydotą, deformacją, groteską, zniekształceniem, kontrastem, grozą i niesamowitością. 
Artyści protoekspresjonistyczni uważani są za ojców, prekursorów ekspresjonizmu, który narodził się w Niemczech kilkanaście lat później. 
Przedstawiciele: Vincent van Gogh, James Ensor, Henri Toulouse-Lautrec, Edvard Munch.